# Colline Metallifere

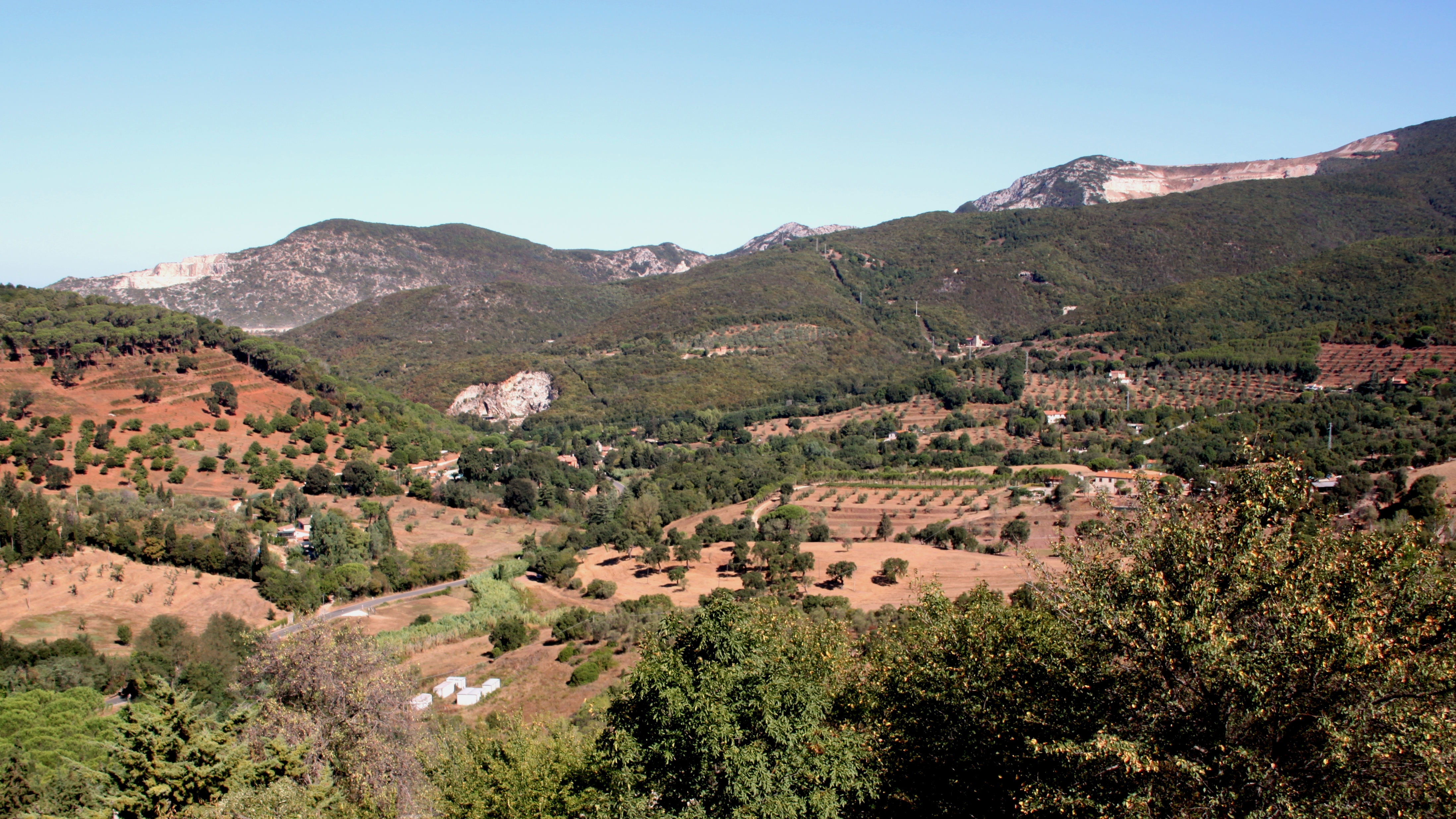
Colline Metallifere (Blick von Campiglia Marittima)

Die Colline Metallifere [kol-ˈli:nə metal-ˈli:ferə], das Toskanische Erzgebirge (italienisch: „Metallhaltige Hügel“, in deutscher Pars-pro-toto-Übersetzung auch Erzhügel genannt) sind ein Gebirgszug der mittleren und südlichen Toskana. Seit der Antike waren sie bekannt für ihre Bodenschätze; heute entwickelt sich moderater Tourismus.

## Lage
Die geografische Lage der Hügelkette kann enger oder weiter ausgelegt werden. Einige Karten begrenzen sie auf eine Kernregion nördlich des ehemaligen Bergbau-Zentrums Massa Marittima mit den Stollen bei Montieri und Gerfalco, südöstlich von Cecina am Tyrrhenischen Meer und südwestlich von Siena.
Gelegentlich werden auch die südlich von Massa Marittima bis Grosseto angrenzenden Hügel, in denen ebenfalls Mineralien abgebaut wurden, in den Begriff einbezogen und als Colline Metallifere Grossetane bezeichnet. Zentrum dieses südlichen Fortsatzes ist Gavorrano.
Das Tal der Cecina, das wegen seiner geothermischen Aktivitäten auch als Tal des Teufels bezeichnet wird, wird ebenfalls in der Literatur manchmal noch mit einbezogen. In diesem im Norden an die Alabaster-Hügel von Volterra angrenzenden Gebiet betreibt die ENEL eines der weltweit größten Erdwärme-Kraftwerke zur Stromerzeugung bei Larderello.

## Geschichte / Wirtschaftliche Nutzung

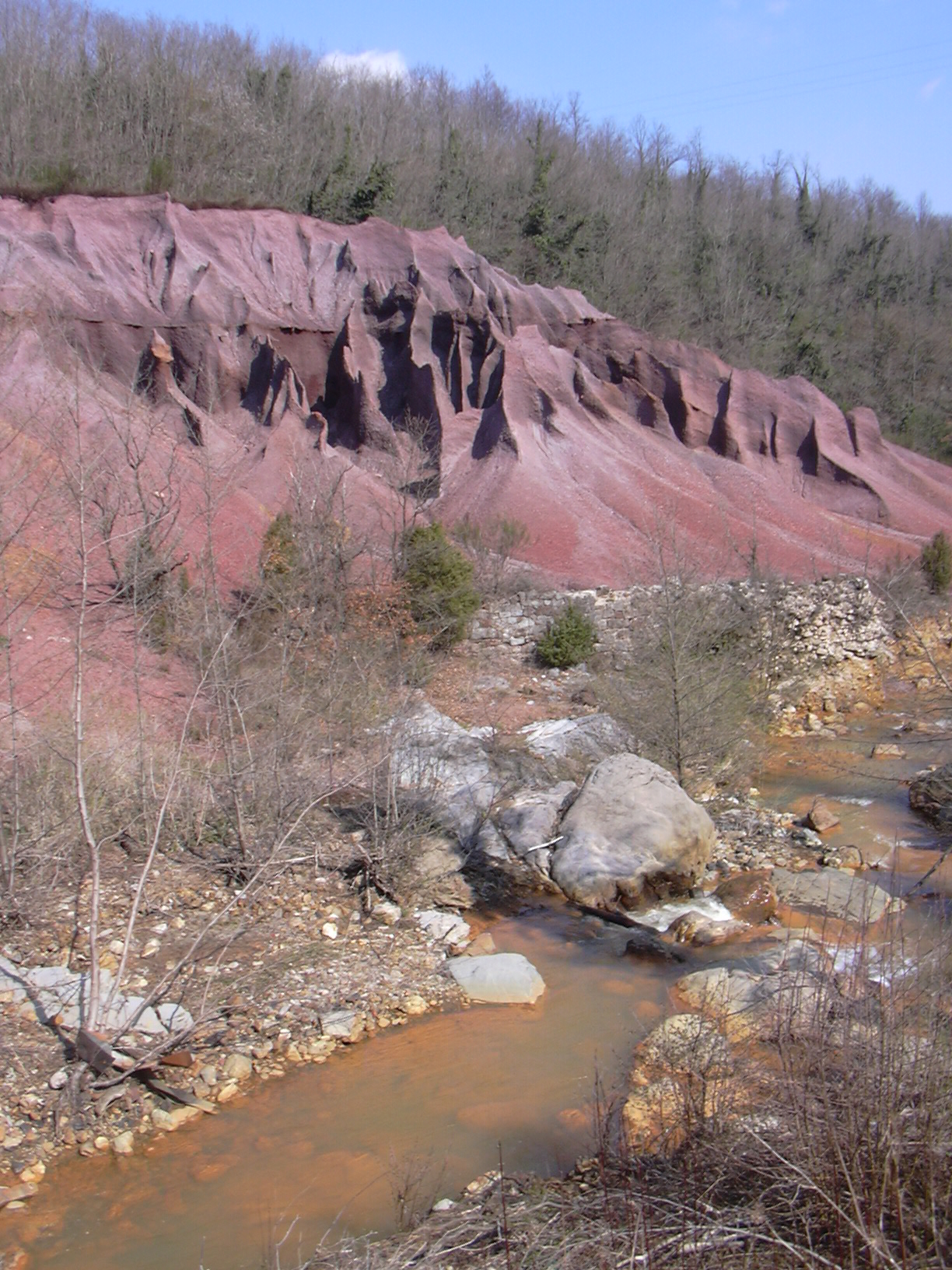
Aufgelassener Kupfersteinbruch bei Montieri

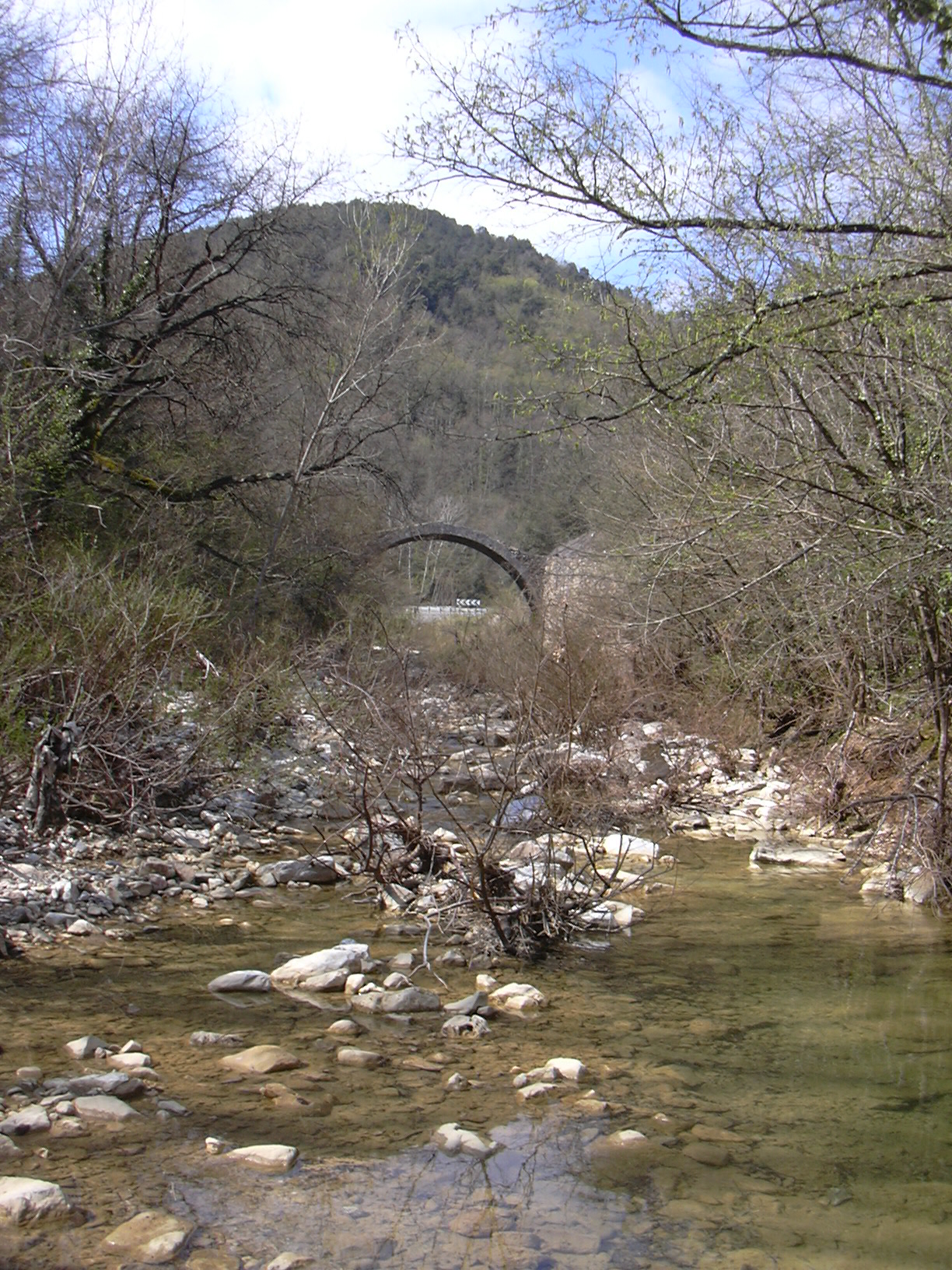
Landschaft am Fluss Rosia mit mittelalterlicher Brücke Ponte della Pia in Rosia, benannt nach Pia di Tolomei, der nach Dante tragischen Heldin von Gavorrano

Römischen Quellen zufolge bauten schon die Etrusker in den Hügeln Eisenerz, Kupfer und Silber ab; unmittelbar südlich von Volterra ging es um Alabaster. Im Mittelalter florierte der Erzbergbau vor allem in der Freien Stadtrepublik Massa Marittima, die 1225 weltweit den ersten Bergbaukodex aufstellte.
Die unkontrollierte Versumpfung der Maremma, die die Malaria nach Massa Marittima brachte und die dortige Bevölkerung von einst 10.000 auf nur noch ca. 500 dezimierte, brachte den Bergbau im späteren Mittelalter zum Erliegen. Erst nach einem erfolgreichen Rekultivierungs- und Entwässerungsprogramm der Habsburger Großherzöge der Toskana konnte die Tätigkeit in den Minen von Massa, Gavorrano und Montieri im 19. Jahrhundert wieder aufgenommen werden. Der Bergbau wurde bis in die 1970er Jahre wieder die Haupteinnahmequelle der Region. Danach schlossen sie mangels Rentabilität erneut, da der Import der Rohstoffe aus Afrika, Südamerika und Zentralasien billiger geworden war.

## Die Colline Metallifere heute
Im letzten Viertel des 20. sowie zu Beginn des 21. Jahrhunderts hat der Tourismus den Bergbau als Wirtschaftsgrundlage ersetzt. Zu Zeiten des Bergbaus hatte man wenig Interesse für die natürliche Landschaft und Tierwelt der Region gezeigt, die sich deshalb abseits der Bergwerke ohne Eingriffe durch den Menschen entwickeln konnte. Große geschlossene Eichen- und Kastanienwälder bedecken die höheren Berglagen, eine für Mittelitalien seltene Landschaftsform. In tieferen Lagen herrschen Macchia, Steineiche und Ginster vor. In den Wäldern leben Wildschwein, Stachelschwein, Dachs und Steinmarder.
Individuelle Wanderer und Reiter entdecken allmählich im Rahmen von Agrotourismus oder Urlaub auf Reitergehöften das Gebiet im Tal der oberen Cecina und des Flusses Merse westlich von Siena.
Per Dekret des italienischen Umweltministeriums vom 28. Februar 2002 wurden die Gemeindeflächen von Follonica, Gavorrano, Massa Marittima, Monterotondo Marittimo, Montieri, Roccastrada und Scarlino als Parco Tecnologico ed archeologico delle Colline Metallifere institutionalisiert. Ziel des Nationalparks ist es, die Vergangenheit der Region als ein wichtiges Zentrum des Bergbaus von überregionaler Bedeutung für die Nachwelt zu dokumentieren.
Aufgegebene Stollen und aufgelassene Steinbrüche sind im gesamten Gebirgszug durch Informationstafeln erklärt. Ein komplett erhaltenes und als Museum ausgebautes Pyrit-Bergwerk ist seit 2003 im Parco Minerario Naturalistico di Gavorrano, einem Kernbestandteil des Parks, mit Führung zugänglich.